# 札幌市立北辰中学校
札幌市立北辰中学校（さっぽろしりつ ほくしんちゅうがっこう）は、北海道札幌市北区に所在する公立中学校。

## 概要
前身校は、1931年（昭和6年）に高等科単置小学校として設置・開校された旧制「札幌市第一高等小学校」。1941年（昭和16年）に国民学校令の施行により高等小学校は国民学校高等科となり、札幌市第一高等小学校から札幌第一国民学校に名称変更。1947年（昭和22年）には、学制改革による新制中学校の発足に伴い、札幌第一国民学校の校地・校舎等の施設を転用して設置・開校された。
道路を挟んだ北側に、札幌市立幌北小学校が隣接する。校舎は4階建てで、3・4階の北半分が屋内体育館となっている。札幌市最初の中学校である。
主な入学小学校は、北九条小学校、幌北小学校、白楊小学校（1978年から）、美香保小学校である。
同校は、分教室として北海道大学病院内に、院内学級を開設している。北大病院に入院している中学生のための特別支援学級で、入級するためには札幌北辰中学校への転校手続きが必要である。なお、北大病院に入院している小学生のための特別支援学級である札幌市立幌北小学校の分教室も併設されている。
2010年度（平成22年度）読書活動に関わる研究実践校。

## 沿革
- 1947年（昭和22年）
  - 5月1日 - 初代校長戸田定信が就任し、教員38名が着任。
  - 5月15日 - 1学年21学級・1496名、2学年4学級・235名（女子のみ）で開校。
  - 6月11日 - PTA結成。
  - 6月15日 - 校章制定。
  - 10月1日 - 開校式挙行し、この日（10月1日）を開校記念日と定めた。
  - 11月8日 - 生徒会発足。
- 1948年（昭和23年）4月9日 - 生徒数増加により、幌北小学校の校舎の一部を借りて授業開始。
- 1949年（昭和24年）
  - 2月17日 - 学校給食開始。
  - 3月10日 - 校歌制定。
  - 3月19日 - 第1回卒業証書授与式挙行。最初の卒業生は、女子のみ224名。同日、同窓会発足。
- 1950年（昭和25年）4月7日 - 通学区変更により生徒の一部が、美香保中学校へ移籍。
- 1952年（昭和27年）
  - 3月8日 - 北辰中学校後援会設立。
  - 10月14日 - 新校旗完成。
  - 10月21日 - 開校5周年記念式典挙行。
- 1954年（昭和29年）4月2日 - 通学区変更により、一部生徒が、一条中学校・陵雲中学校へ移籍、美香保中学校から生徒を受け入れる。
- 1956年（昭和31年）
  - 3月15日 - 生徒会誌「北辰」創刊。
  - 4月17日 - 通学区変更により、一部生徒が、北栄中学校に移籍、美香保中学校・一条中学校より生徒を受け入れる。
  - 11月28日 - 本校後援会により、図書館新設。
- 1957年（昭和32年）10月5日 - 開校10周年記念式典挙行。
- 1960年（昭和35年）
  - 2月21日 - 20時48分頃、南側校舎より出火し、8教室焼失。
  - 11月22日 - 焼失校舎の復旧記念式挙行。
- 1961年（昭和36年）12月25日 - 校庭に水を撒いて、スケートリンクをつくる。
- 1965年（昭和40年）4月1日 - 開校20周年記念式典挙行。
- 1974年（昭和49年）7月9日 - 通級指導学級開級。
- 1975年（昭和50年）5月18日 - 校舎改築1期工事開始（以後6年計画で昭和56年12月15日全校舎完成）。
- 1978年（昭和53年）
  - 1月28日 - 開校30周年記念式典挙行。
  - 4月1日 - 通学区変更により、白楊小学校区が本校校区に編入される。
- 1981年（昭和56年）
  - 12月12日 - 校舎完成落成式挙行。
  - 12月15日 - 6年計画で進められていた校舎改築工事が全て完成。
- 1982年（昭和57年）6月7日 - テニスコート整地完成。
- 1984年（昭和59年）
  - 3月26日 - 校舎内部大改造実施し、教室適正配置化を計る。
  - 11月28日 - 校庭整備計画に基く第1次植樹（桜・つつじなど）を行った。
- 1985年（昭和60年）11月2日 - 開校40周年記念植樹（ひば・おんこ・もみじなど）を行った。
- 1987年（昭和62年）9月29日 - 開校40周年記念式典挙行。
- 1995年（平成7年）8月4日 - 北海道大学病院内に、院内学級を開設。
- 1997年（平成9年）9月25日 - 開校50周年記念式典挙行。
- 1998年（平成10年）12月19日 - 格技室「北辰館」完成。
- 1999年（平成11年） - グラウンド改修工事実施。
- 2000年（平成12年） - この年度から平成14年度まで、大規模改造工事実施。
- 2007年（平成19年）
  - 8月28日 - 開校60周年式典挙行。
  - 9月6日 - 開校60周年記念祝賀会を、札幌サンプラザで開催。
- 2017年（平成29年）10月25日 - 開校70周年式典挙行し、合唱会と祝賀会を開催。

## 教育目標
調和のとれた人間性豊かな生徒の育成
- 生きた知性をみがく
- 豊かな心情をつちかう
- みがかれた主体性を育てる
- ねばり強い実践力を育てる

## 主な行事
- 4月 - 入学式、始業式
- 6月 -修学旅行
- 9月 - 学校祭、体育大会
- 10月 - 合唱会
- 3月 - 卒業式、修了式

## 著名な出身者
- 長内順一 - 元衆議院議員[2]
- 佐藤博正 - 元プロ野球選手
- 田原藤太郎 - 元プロ野球選手
- 成田賢 - 歌手
- 藤村久和 - アイヌ文化研究者[3]
- 巻山晃 - アナウンサー（元札幌テレビ放送）
- 山口英里子 - ニュースキャスター

## アクセス
札幌市営地下鉄南北線北18条駅より徒歩約2分。

## ギャラリー

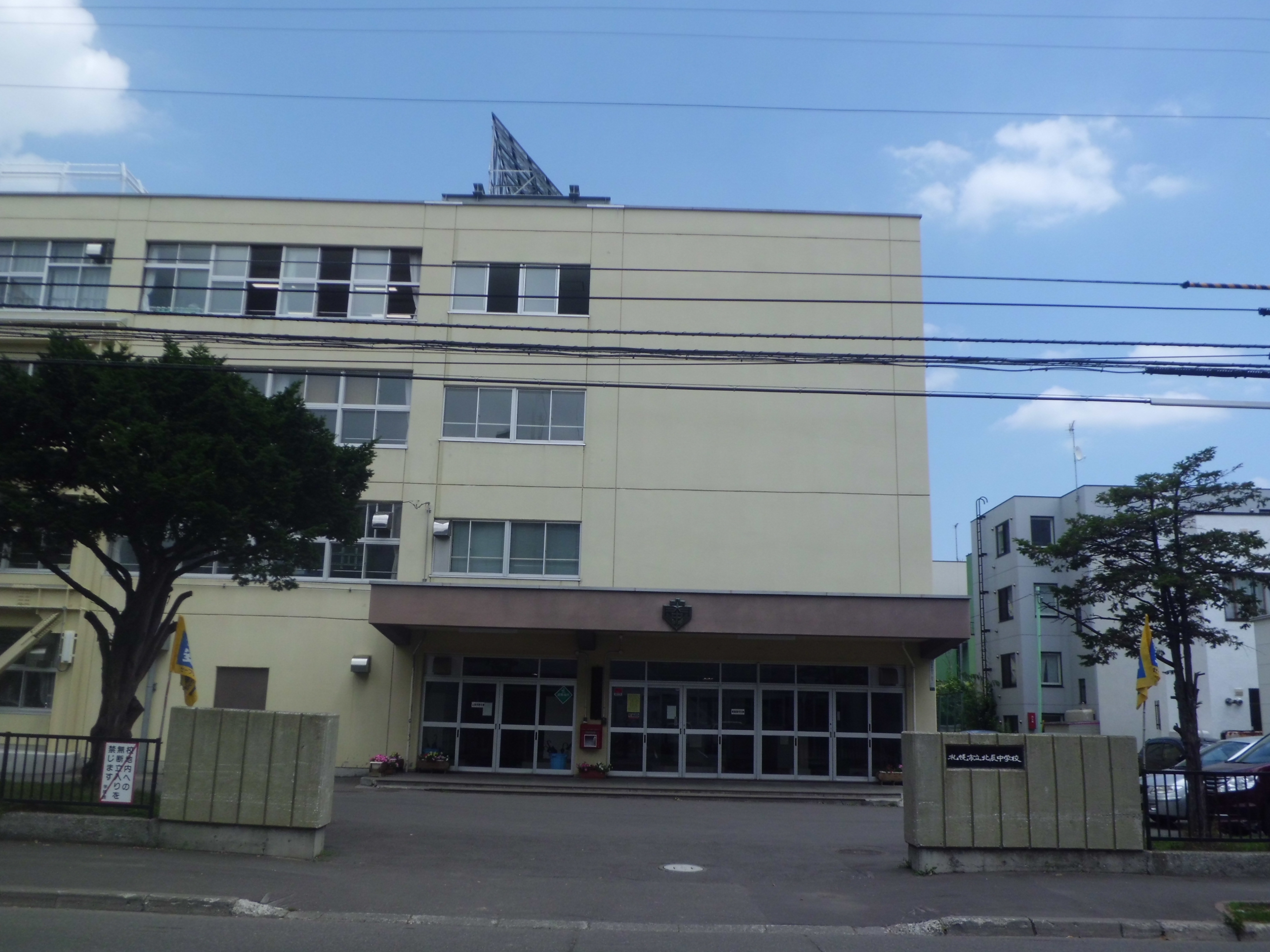
昇降口（2014年8月）
グラウンド側から見た様子（2021年5月）